# علي رضا العسكري
علي رضا بك بن مصطفى بن عبد الرحمن بن جعفر العسكري النعيمي هو قائد عسكري عثماني ثم عراقي، وشقيق جعفر العسكري، أول وزير دفاع عراقي، وكذلك شقيق تحسين العسكري.
شارك في معارك في الثورة العربية الكبرى ضد جيش الدولة العثمانية، وكان لهُ دور مهم في معارك حلب.
انتخب نائبا في مجلس النواب العراقي في دورته الثالثة عن لواء الديوانية سنة 1930.